# インスタントジョンソン
インスタントジョンソンは、日本のお笑いトリオ。太田プロダクション所属。1997年結成。略称は「インジョン」。

## メンバー
じゃい（本名:渡辺 隆広〈わたなべ たかひろ〉1972年3月20日 - ）（53歳）
- 大ボケ・ネタ作り担当、立ち位置は一番左。
- 神奈川県横浜市出身。
- 身長170cm、体重70kg。血液型A型。
- 趣味は競馬、麻雀、パチンコ、スロット、ゴルフ、映画鑑賞。
- 芸名の由来は高校時代につけられたあだ名。小4の頃に「わたなべんき」と呼ばれて以来、それが蔓延して中学時代まで「便器」と呼ばれるようになり、回避するため同級生のいない高校(日大高)に入学した際につけられた「じゃい」が気に入り、芸名にも用いるようになった。
- 太田プロセミナーを1期と2期で二度受講している[1]。
- トリオ結成前はコンビ『ジャンキー』として活動。『ダウンタウンのごっつええ感じ』（フジテレビ）での紅白若手お笑いリアクション大合戦へ出演したことがある。
- 『稼ぐギャンブル』（太田出版、ISBN 978-4778312671・ISBN 978-4778313319）という著書を執筆するほどのギャンブル好き。高額配当を当てることも多く2012年12月にはWIN5で3700万円超の高額配当を的中させたほか[2]、2014年1月には再びWIN5で4332万円の配当を的中させ自身の記録を更新した[3]。
- 私生活では19歳から交際を開始し、15年間交際した一般女性と結婚したが、2017年5月15日の自身のブログにてその妻との離婚を公表した。本人曰くその内容は「今（2017年時点）2歳の息子が小学校へ入る4年後に離婚をする」というものであるとの事[4][5]。しかしブログ投稿後、その不可解な内容に一部の芸能人からは非難の声も挙がっていた。また、このブログはじゃいの独断で投稿されており妻には投稿するのを一切告げていなかったという[6]。その後、2017年8月29日には著書『離婚約』を発表している（双葉社、ISBN 4575312967・ISBN 978-4575312966）。

2021年に離婚約で設定された約束の期限を迎えたが、この年に中学生となった息子（長男）が小学校の卒業文集で「僕は家族を大切にしたいです。（中略）僕が立派になって、お父さんとお母さんを早く助けてあげたいです。」といった内容を記し、それを読んだじゃいの妻が泣きながら「私は何て軽はずみに離婚とか言ってたんだろう」「もっと家族を大切にしなきゃ」などと離婚を思い直した事や、じゃい自身も4年間の猶予を与えられた事によって改心して良き夫、良き父になる努力をした事が功を奏し、現時点（2022年現在）においては「離婚をしないでいけそうな感じ」とゲスト出演したラジオ番組内で報告した。
- 2018年春の『オールスター後夜祭2018春』（TBS）で16問正解・88秒75で総合優勝するも、総合160位（解答者が160人、最下位）を決める番組だったため、賞品を受領できなかった。
- 麻雀の腕前はプロ級と言われている。熱闘!Mリーグでは「じゃいの眼」のコーナーで打牌解説を担当する[8]。
- 日刊スポーツ杯争奪　スリアロトーナメント2017優勝[9]。
- オールスターリーグ2020 Spring優勝[10]。

スギ。（本名:杉山 貢一〈すぎやま こういち〉1972年7月13日 - ）（52歳）
- ツッコミ・リーダー担当、立ち位置は中央。
- 東京都北区出身。
- 身長179cm、体重77kg。血液型O型。
- 趣味、特技はサッカー。芸能人など著名人で編成されたサッカーチーム『SWERVES』のメンバーとして、Jリーグ試合前のエキシビジョンマッチに出場している[11]。
- 栃木SCの試合を芸人と観戦する「Jリーグ芸人バスツアー第1弾」を企画。ゆってぃ・山根良顕（アンガールズ）・小林知之（火災報知器）が参加し、2013年9月15日J2第33節コンサドーレ札幌戦を観戦した[12]。
- 東京出身でありながら広島東洋カープの大ファン[13]。
- 2012年8月27日、芸名を「すぎ。」から片仮名の「スギ。」への改名を公表した[14]。
- オーストラリアへ語学留学[15]した経験を持ち、英語に堪能である。“オーストラリア人の元彼女がストーカー”といったエピソードがある。
- 出演していたラジオ番組『有吉弘行のSUNDAY NIGHT DREAMER』（JFNC）では、リスナーに嫌われるがそれでもリスナーとラジオを愛していると発言した。しかし有吉弘行からは「ラジオストーカー」と認定され、半年間出禁を言い渡された。現在は出禁も解除され番組のアシスタントにも就いたが、サンミュージック所属のスギちゃんと間違えやすくややこしいということで有吉が 「体元気」と命名した。

ゆうぞう（本名:佐藤 祐造〈さとう ゆうぞう〉1971年9月12日 - ）（53歳）
- 小ボケ担当、立ち位置は一番右。
- 神奈川県高座郡寒川町出身。
- 身長167cm、体重78kg。血液型A型。
- 趣味はボディボード、ゴルフ、ハンチング帽子収集、飲酒。
- 特技はバスケットボール。
- 代表的なギャグは両手を水平に広げながら「おつかれちゃ〜ん」。「よろしくちゃ〜ん」「ありがとちゃ〜ん」など派生形もある。
- 「おつかれちゃ〜ん」はゆうぞうが大学時代から普通に挨拶として使っていたが、スギ。の薦めでギャグになった。
- 他のギャグには「イー!?」「○○してみたいじゃなーい」「それ言うー!?」などがある。ギャグには顔芸を伴うことも多い。
- 妻はヴァイオリニストの楢村海香。2008年の『お笑いDynamite!』（TBS）にて結婚を発表した。
- メンバーの中では真面目で、伊集院光と飲みに行った際に伊集院は「おつかれちゃ〜ん」と言ってくれるのを期待したが、最後はきちんと「お疲れさまでした」と挨拶したという[16]。
- 同じく太田プロ所属である滝沢秀一（マシンガンズ）・鈴木奈都・本日は晴天なりらと共に『ゆうぞうものまねサークル』を立ち上げ、定期的にメンバー同士でものまねを披露し合っている[17]。また、サークル内でゆうぞうが他のメンバーたちから「ムロツヨシに似ている」と言われたのをきっかけに2017年からものまねするようになった[18]。更に『とんねるずのみなさんのおかげでした』（フジテレビ）の人気企画「博士と助手～細かすぎて伝わらないモノマネ選手権～」（第23回・2017年12月21日放送分）へ出演し[19]、サークル内での活動がテレビへの出演に繋がる形となった。

## 概要
- 主にコント（「野球応援」「ポーキーさんシリーズ」など）。
- 『ジャンキー』解散後のじゃいがスギ。とコンビ『ジョンソン』を結成。スギ。が太田プロセミナーへ通ってゆうぞうと期間限定コンビ『インスタント』を組み、事務所からトリオでの活動を勧められ現在に至る。トリオ名はその両コンビ名を合わせて命名された[20]。なお、ジョンソンはJ(じゃい)O(面白い)N(な)S(スギ)O(面白い)N(な)の略である[21]。
- ゆうぞうの持ちギャグ「おつかれちゃ〜ん」が特徴的。オチの後、3人並んで体を大きく右（本人らは左）に傾けながら「だぁー」と言って締めるが放送ではよくカットされる。

## 逸話
- 同じ事務所の先輩でトリオのダチョウ倶楽部と仲がよく、非常にかわいがられている。
- 『爆笑問題のバク天!』（TBS）において、疲れた人に「おつかれちゃ〜ん」と労う企画へ出演。競馬を観戦後、隣の席にいた人が負けたためすぐさま言おうとしたが「お前がうるさいから負けたんだよ!!」と八つ当たりされ、帰り際に小声で「おつかれちゃ〜ん…」と労っていた。なお、ゆうぞうは隣の人に声をかけるまで一切喋っていなかった。
- ホリに「もしゆうぞうが『ドラえもん』のキャラクターの声優だったら」というネタでものまねされたことがある。配役はドラえもん、野比のび太、源静香。
- 土田晃之はネタについて「営業ではスベリ知らず」と評価している。
- 内村光良（ウッチャンナンチャン）は「何回見ても笑える普遍性を持っている。自分もそういうネタが作りたい」と彼らを絶賛している。

## 主な出演番組
- インスタントジョンソンの”Shall We Conte？”（2016年 - 、WALLOP）
- トピックマガジン（2021年 - 、テレビ埼玉）

### スギ。のみ
テレビ番組
- TOCHIGI FIGHTING!!SC一枚岩（とちぎテレビ）U字工事欠席時にMCを務めたが、現在は月1回出演の準レギュラー。東京生まれ東京育ちであるが栃木SCの試合を見て以降大ファンとなり、栃木SCファンとしてサッカー雑誌で取材を受けたこともある。
- T.S.☆LAB!! 栃木サッカー研究所（とちぎテレビ）TOCHIGI FIGHTING!!SC一枚岩の後番組
- 有吉弘行のSUNDAY NIGHT DREAMER（2011年1月、JFNC）1月度、8月度アシスタント
- 『ぷっ』すま - （2012年4月28日、テレビ朝日）第2回芸能界お抱えシェフ-1グランプリ・前編（2015年1月10日放送）お好み瞬間芸・前編[22]
- ダチョ・リブレ（テレ朝チャンネル）
- 有吉ベース（フジテレビONE）
- ヒロシのひとりキャンプのすすめ（熊本朝日放送） - 不定期出演
  - ヒロシと愉快な仲間たち～焚火会inくまもと～（2022年1月2日・2023年1月2日、熊本朝日放送）

ラジオ番組
- 2ml（2018年4月7日 ‐ 、RADIO BERRY、毎週土曜日18時00分 ‐ 18時55分）‐ ラジオドラマでレギュラー出演中[23]

### じゃいのみ
- イチオシ大予想TV「馬キュン!」（BSフジ、2013年2月16日 - 2016年7月30日）準レギュラー
- NMB48須藤凜々花の麻雀ガチバトル! りりぽんのトップ目とったんで!（TBSチャンネル）
- THEわれめDEポン（フジテレビONE）
- 熱闘!Mリーグ（2018年10月7日 - 、AbemaTV AbemaNewsチャンネル）[24]
- ALL STAR League スペシャルマッチ（2019年5月29日 - 30日、AbemaTV）[25]

### 過去のレギュラー
- 爆笑オンエアバトル（NHK総合）戦績9勝10敗 最高501KB
  - 1位から10位まで全ての順位を獲得している。他に全順位を経験したのはバカリズム・ハレルヤ・チョップリンのみ。
  - 100KB台、200KB台、300KB台、400KB台、500KB台も全て経験している。1位とオーバー500KBは同時に一度しか達成していない[26]。
  - 初出場はオンエアだったがその後2連敗、1勝おいて再び2連敗、更に1勝[27]1敗という成績だった。10回目の挑戦（2002年6月1日放送）で勝率5割に乗せ、初の連勝を達成するも[28]そこからまた2連敗、1勝おいて再び2連敗という成績を記録。18回目の挑戦で（2004年2月27日放送）再び勝率5割に乗せ初の3連勝を達成。その後1回オフエアとなり、通算で勝率5割を超えることはなかった。
  - 出場回数は19回と多いが、一度もチャンピオン大会には出場しなかった。2003年度の1回だけチャンピオン大会出場への最低条件である年間4勝を満たしたが、KBが足らず出場できなかった[29]。
- 続!ボキャブラ天国（1998年10月 - 1999年3月、フジテレビ）キャッチコピーは「はじめまして」
- 探険! ホムンクルス 〜脳と体のミステリー〜（2003年10月 - 2004年9月）「クイズ THE 事件現場」
- メンB（2004年4月 - 2005年3月、日本テレビ）
- 笑いの金メダル（朝日放送）
- ドドドドTV（2005年4月 - 2006年3月、静岡朝日テレビ）レギュラー
- ヒロイン誕生!（2005年7月 - 2006年3月、テレビ大阪）レギュラー
- ダチョ・リブレ（テレ朝チャンネル）
- オンバト+（NHK総合）「オンバト+PREMIUM」へ出演
- めチャぶり!（メ〜テレ）
- 木村魚拓のパチスロ爆笑伝説（エンタメ〜テレ）

### 単発出演
- 笑点（日本テレビ）
- 爆笑レッドカーペット（フジテレビ）キャッチコピーは「笑いの三位一体」、2009年8月1日放送でレッドカーペット賞受賞
- エンタの神様（日本テレビ）キャッチコピーは「笑いの3色花火」→「爆裂の三色花火」
- ものまねバトル（日本テレビ）
- フューチャーガールズ（東海テレビ）第3回と第20回にゆうぞうが出演し、第4回と第9回にスギ。が出演
- お笑いLIVE10!（TBS）
- 新どっちの料理ショー（2005年12月15日・2006年7月13日、読売テレビ）レギュラー・草彅剛を差し置いて食事会に参加
- お笑いDynamite!（2008年12月29日・2009年5月3日、TBS）キャッチコピーは「即席お笑い甲子園」
- 新春ゴールデンピンクカーペットSP（2009年1月1日、フジテレビ）キャッチコピーは「笑いの三位一体」
- 爆笑レッドシアター（2009年6月17日・8月19日・11月4日・2010年2月10日、フジテレビ）
- ザ・イロモネア（2009年7月9日 - 、TBS）『ゴールドラッシュ』へ出演、1週目クリア。
- 太田プロライブ 月笑（テレ朝チャンネル）
- ウンナンのラフな感じで。（2010年5月13日、TBS）
- 全種類。（2010年5月20日、TBS）-「女の子でも笑える下ネタ仕分け」
- うまプロ!U-1グランプリ（フジテレビ）
- ザ!世界仰天ニュース（2010年8月18日、日本テレビ）
- 新世紀ネタキング決定戦（2010年10月28日、TOKYO MX）
- めちゃ2イケてるッ!（2010年11月13日、フジテレビ）
- じゅん!じゅん!めぐみ!のアキバ♥大好き（2010年11月25日、あっ!とおどろく放送局）
- 内村さまぁ〜ず（2011年2月11日 - 2月28日）
- 芸能界麻雀最強位決定戦 THEわれめDEポン第68弾（じゃいのみ）
- オールスター後夜祭（2018年10月7日[30]、2019年4月7日 TBS）
- 新春オールスター麻雀大会2019（2019年1月2日 - 3日、AbemaTV）チーム優勝[31]、じゃいのみ
- 賞金奪い合いネタバトル ソウドリ〜SOUDORI〜（2021年10月25日、TBS）

## テレビドラマ
- Room Of King（2008年10月 - 11月、フジテレビ）
- 鍵のかかった部屋 第3話（2012年4月30日、フジテレビ）- 竹脇伸平 役（ゆうぞうのみ）

## 映画
- どろろ（2007年）

## DVD
- お笑いタイフーン!DVD「インスタントジョンソンの著作権侵害!?」（2006年4月26日発売 発売元:ソニー・ミュージックディストリビューション）
- 「人の不幸はパフェの味」（2006年8月23日発売 発売元:ソニー・ミュージックダイレクト）
- インスタントジョンソン 初単独ライブ「おつかれちゃ～ん!!」（2006年12月23日発売 発売元:デックスエンタテインメント）
- インスタントジョンソン 単独ライブ「阿修羅」（2010年10月27日発売 発売元：コンテンツリーグ）
- インスタントジョンソン 単独ライブ「文殊の知恵」（2012年2月22日発売 発売元：バップ）

## CD
- 負け犬酒（2009年10月28日。“ポーキー野田とホカニメイ”名義。カップリングは「泉高校校歌」と「負け犬酒(ツッコミver)」）

## 著書
- 『竜兵会 - 僕たちいわばサラリーマンです。出世術のすべてがここに。- 』竜兵会著 - ※スギ。のみ参加（2009年4月7日刊行 発行 : 双葉社 ISBN 4575301213 ISBN 978-4575301212）
- 『稼ぐギャンブル - 5000万円稼いだ芸人が教える50の法則 - 』じゃい著（2011年7月21日刊行 発行：太田出版）
- 『竜兵会 - サラリーマン芸人。- 』竜兵会著 - ※スギ。のみ参加（2012年5月10日刊行 : 双葉社 ISBN 4575713872・ISBN 978-4575713879）
- 『稼ぐギャンブル [実践編] - 5000万円稼いだ芸人が答える33の質問 - 』じゃい著（2012年6月30日刊行 発行 : 太田出版 ISBN 4778313313・ISBN 978-4778313319）
- 『図解 博打が必ず身に付くギャンブルのセオリー - 最強ギャンブラー芸人じゃいばかりがなぜ儲かるのか? - 』じゃい著（2015年4月17日刊行 発行 : ガイドワークス ISBN 4865352074・ISBN 978-4865352078）
- 『離婚約』じゃい著（2017年8月29日刊行 発行 : 双葉社）

## 主な受賞歴
- 2003年 第1回お笑いホープ大賞受賞